# Dominik Avanzo

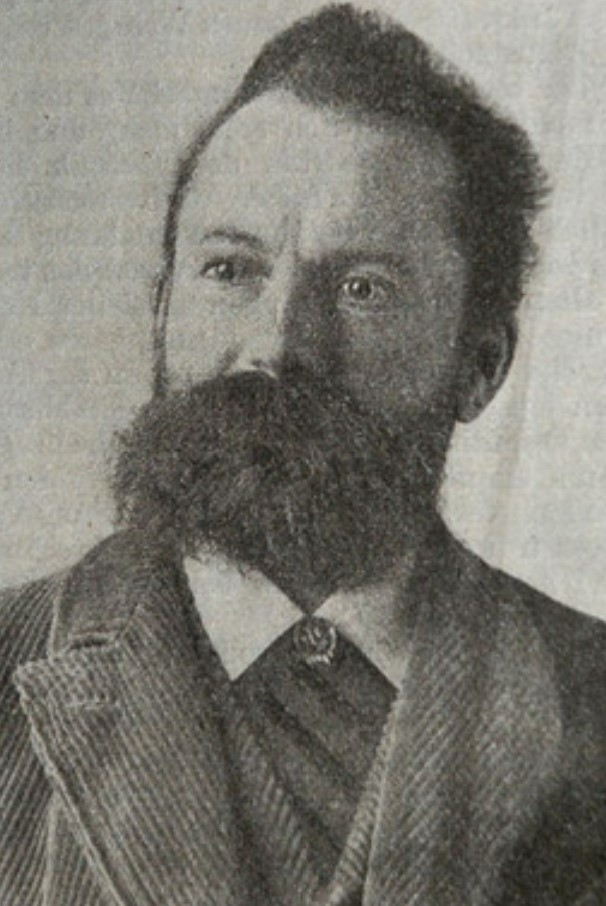
Dominik Avanzo (1845–1910) deutsch-österreichischer Architekt

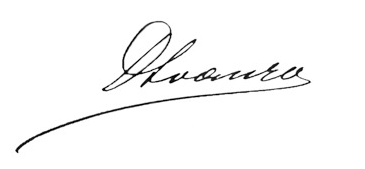
Dominik Avanzos Unterschrift

Dominik Avanzo (* 3. Jänner 1845 in Köln; † 8. November 1910 in Wien) war ein deutsch-österreichischer Architekt.

## Leben
Seine Eltern waren Johann Baptist und Christine (geb. Eick) Avanzo. Die Familie des Vaters stammte ursprünglich aus Südtirol. In Köln betrieb die Familie eine Papierhandlung und einen Kunstverlag.
Dominik Avanzo besuchte die Architekturschule in Köln bei Carl Bolle. Die weitere Ausbildung absolvierte er bei Heinrich Wiethase von 1866 bis 1870 und machte mehrere Studienreisen nach Belgien, Frankreich und Italien. 1874 ging Avanzo nach Wien ins Atelier von Friedrich von Schmidt, der damals bereits Dombaumeister des Wiener Stephansdomes war. Gemeinsam mit Paul Lange machte sich Avanzo 1880 als Architekt selbständig; das Büro war in der Berggasse 9 am Alsergrund. Ein Jahr später, 1881, wurde Avanzo Professor am Technologischen Gewerbemuseum Wien.
Avanzo wurde am Wiener Zentralfriedhof bestattet.

## Werdegang als Architekt
Durch den elterlichen Betrieb – der Vater stelle in seinem Verlagshaus neben volkstümlichen Bilderbögen auch Kunstdrucke von bekannten Künstlern her – erwachte in Dominik Avanzo schnell die künstlerische Begabung. So entschied er sich für den Beruf als Architekt und ging auf Empfehlung seines Lehrers Withase nach Wien zu Friedrich von Schmidt. Avanzo arbeitet eine Zeitlang als Kunsttischler und wurde zumeist mit Innenausstattungen betraut. Avanzo entwarf viele kunstgewerbliche Gegenstände, die hohe Beachtung fanden, auch dem Technologischen Gewerbemuseum blieb sein Talent nicht verborgen und er wurde als Professor an die Schule geholt.
Avanzo war als gefragter Restaurator von gotischen Kirchen vor allem für deren Inneneinrichtung im neugotischen Stil zuständig. In Heiligenkreuz und Lilienfeld hat er die barocken Einbauten mit „stilgerechten“ neugotischen ersetzt. Avanzo wirkte auch tonangebend bei den Umbauten von zahlreichen Schlössern wie Oslavan, Achleiten und Grünschitz.
Er entwarf (zusammen mit Paul Lange) die beiden Schulgebäudekomplexe in der Hegelgasse im ersten Wiener Gemeindebezirk, Villen in Kaltenleutgeben und auch Denkmale, wie zum Beispiel das Ritter-von-Ghega-Grabdenkmal am Wiener Zentralfriedhof.
Als Obmann des „Photographen-Ausschusses“ initiierte er die fotografische Dokumentation von Bauten, Interieurs, Portalen und anderen Gegenständen der Biedermeierzeit. Avanzo gab zudem Musterblätter für Möbeltischlerei und Hausindustrie heraus.

## Stellenwert
Durch seine Tätigkeit beim Dombaumeister Friedrich von Schmidt wurde Avanzo zu einem Experten für den gotischen Stil und bekam prestigeträchtige Restaurierungsaufgaben. Die bedeutendsten Aufträge waren in Heiligenkreuz und Lilienfeld. Die Renovierungsarbeiten in den beiden Stiften wurden nicht universell gelobt. Das Badener Bezirksblatt vom 9. September 1886 kritisiert die Vernachlässigung der barocken Skulpturen. Avanzos Ansatz galt den Kritikern als puristisch. Friedrich von Schmidt hingegen schrieb Avanzo für die Zisterzienserprojekte ein gutes Zeugnis und erachtete ihn als würdigen Architekten für diese Art von Auftrag. Avanzo forcierte nicht nur eine Regotisierung durch das Entfernen barocker Einbauten, sondern sprach sich für eine „stilreine“ Regotisierung aus, entsprechend den Bauphasen des 13. Jahrhunderts.
Bei seinen eigenen Bauvorhaben zeigte sich Avanzo als vielseitiger Historist. Er leitete die Stilwahl von der jeweiligen Assoziation mit dem Bau ab. So wählte er für die Schulbauten gerne Formen der italienischen Renaissance, weil sie ihm als Zeit der Bildung galt. Für das Gasthaus „Zur güldenen Waldschnepfe“ wählte Avanzo romantische Motive wie Arkaden, eine reiche Dachlandschaft und asymmetrische Gestaltungsweisen, die das Gebäude wie ein Wirtshaus des 17. Jahrhunderts erscheinen lassen.
Avanzo war ein Architekt, der strikt der Tradition verpflichtet war. Daher wäre es verfehlt, innovative Gestaltungselemente bei ihm zu suchen. Seine  Aufgeschlossenheit gegenüber modernen Anforderungen zeigt sich dennoch in seiner Erfüllung praktischer Erfordernisse, wie etwa beim Bauvorhaben am Anatomischen Institut.

## Werke

### Wohn- und Geschäftsbauten
- 1884: Wohnhaus, Wien 6, Magdalenenstraße 29 (wahrsch. nur der Entwurf der Fassadendekoration mit Sgraffiti und Mosaiken; nicht erhalten)

### Öffentliche Bauten

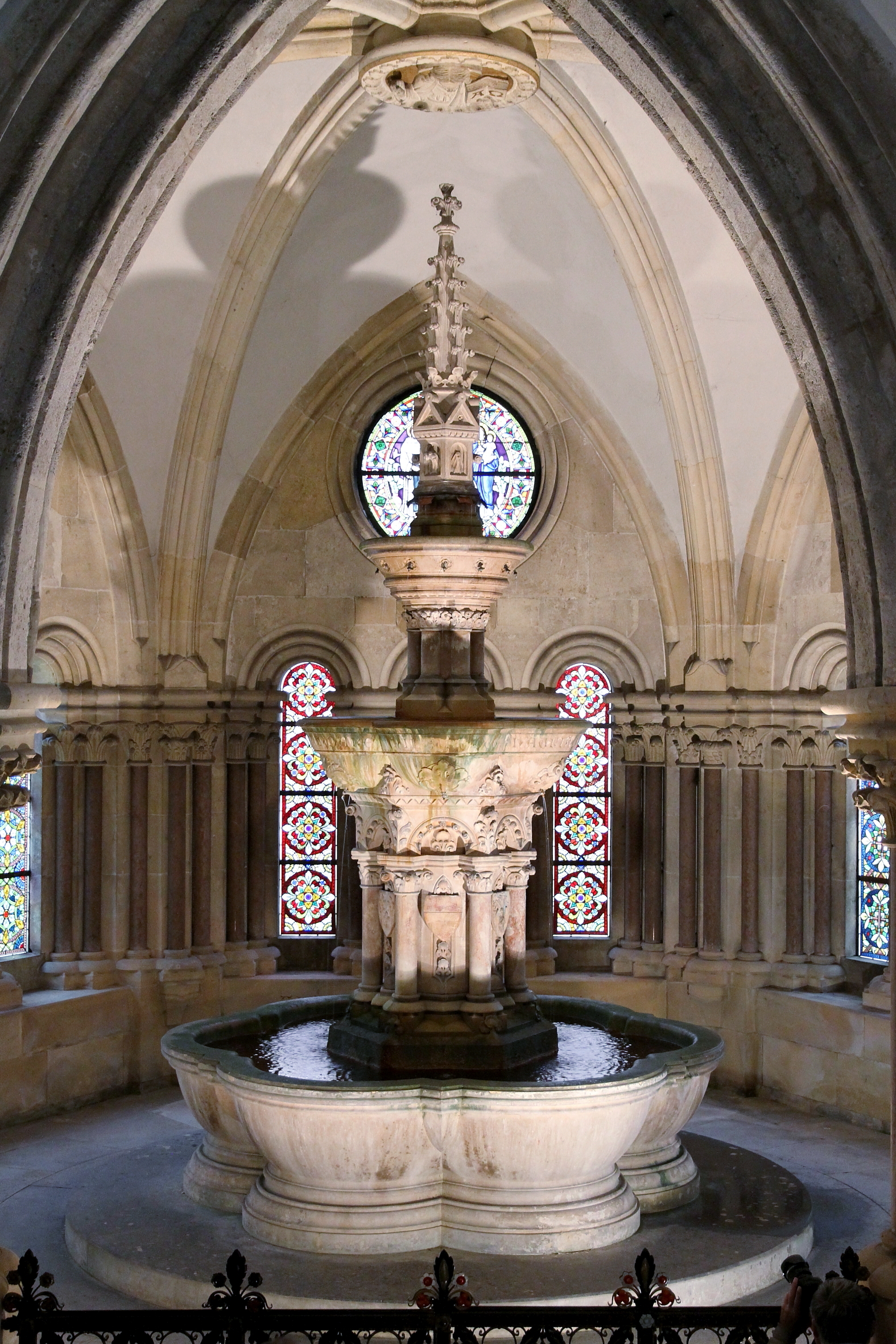
Das in den Jahren 1886/87 von Dominik Avanzo in neugotischen Stil errichtete Brunnenhaus im Stift Lilienfeld

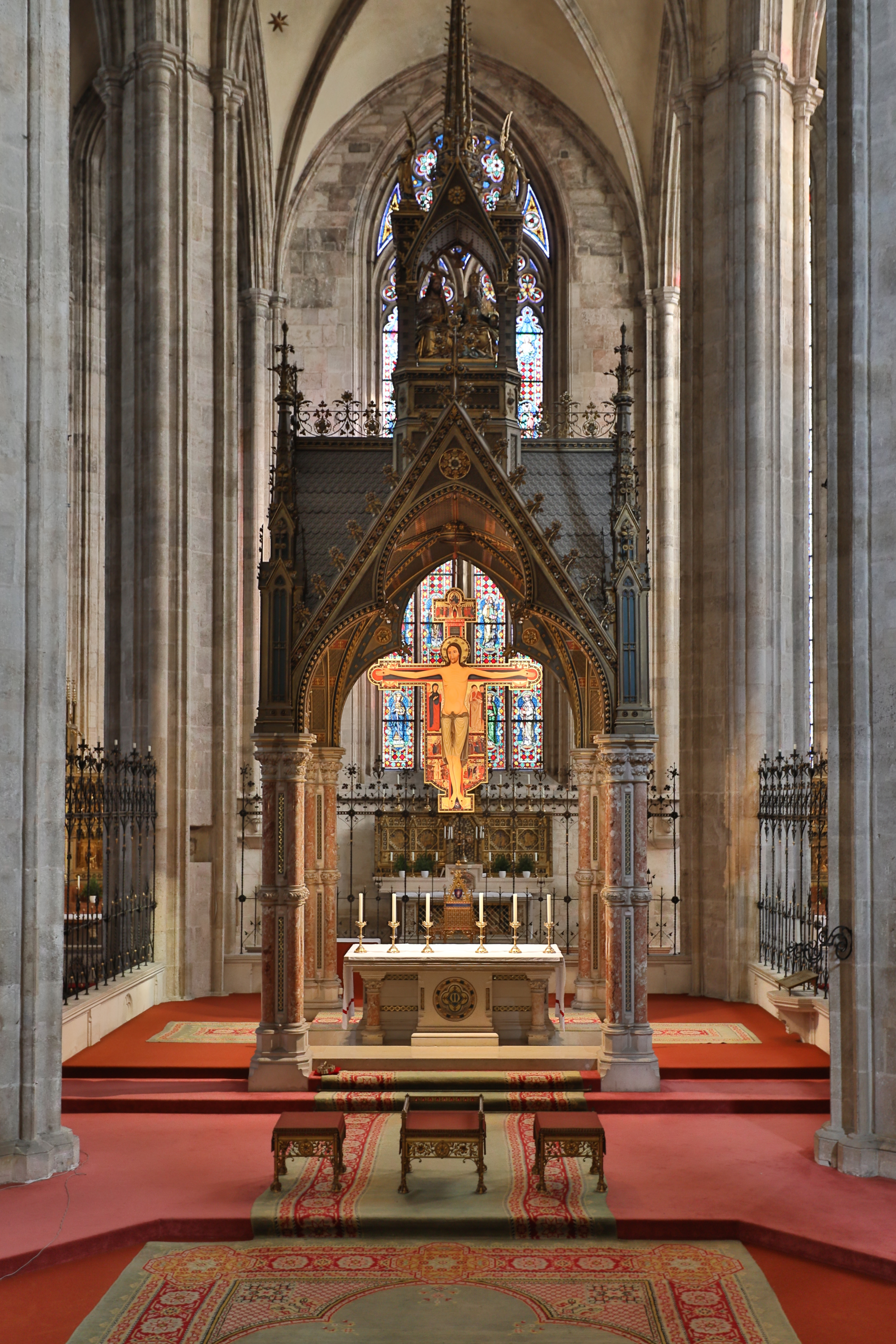
Neugotischer Hochaltar in der Stiftskirche Heiligenkreuz von Dominik Avanzo (1887)

- 1860 Grabmal für Karl Ritter von Ghega, Zentralfriedhof Gruppe 32A/24, Wien 11 (mit Paul Lange, engerer Wettbewerb)
- 1872–1894 Zisterzienserstift und Stiftskirche Heiligenkreuz (umfassende Restaurierungs- und Regotisierungsarbeiten),
- 1885–1887 Hochaltar und Kanzel in Heiligenkreuz
- 1874–1898 Zisterzienserstift Lilienfeld (Regotisierung des Kreuzganges, Neubau und Ausstattung des Brunnenhauses, Portal des ehem. Refektoriums, Kapitelsaal etc.)
- 1883–1894 Gasthaus „Zur güldenen Waldschnepfe“, Wien 17, Dornbacherstraße 88 (mit Paul Lange, nach dem Zweiten Weltkrieg nicht wieder eröffnet)
- 1883–1889 Pfarrkirche Maria Raisenmarkt, Gem. Alland, Bez. Baden, NÖ (Umbau- u. Renovierungsbauten)
- 1883–1885 k.k. Lehrerinnenbildungsanstalt, Staatsgewerbeschule, Schulbücherverlag, Wien 1, Fichtegasse 4 / Hegelgasse 14 / Schwarzenbergstraße 5–7 / Schellinggasse 13 (mit Paul Lange, heute Höhere Techn. Bundeslehr- und Versuchsanstalt, Oberstufenrealgymnasium, Österr. Bundesverlag, Dekor reduziert)
- 1885 Zisterzienserstift Neukloster, Wiener Neustadt (Renovierungs- und Regotisierungsarbeiten)
- 1885 Anlage des Döblinger Friedhofs, Wien 19, Hartäckerstraße 95 (mit Paul Lange, in der Folge mehrfach erweitert)
- 1886 Anatomisches Institut der Universität Wien, Wien 9, Währinger Straße 11–13 (mit Paul Lange, 1884 engerer Wettbewerb, an Stelle der alten Gewehrfabrik; nach Kriegsschäden Fassade vereinfacht, Hörsaaleinrichtung 1980 zerstört)
- 1886 Ghega-Denkmal, Wien 11, Zentralfriedhof
- 1888 Stadtamt Lilienfeld (Dörfl)
- 1888 Gruftkapelle Abt Alberich Heidmann, Friedhof Lilienfeld, NÖ
- 1889 Friedhofskapelle, Heiligenkreuz, Bez. Baden
- 1901–1905 Pfarrkirche Ramsau, Bez. Lilienfeld (Neogotische Adaptierungen)

### Innenraumgestaltungen
- Entwürfe für Möbel und Innendekorationen, Beleuchtungskörper und diverse Kleingeräte

### Nicht realisierte Projekte
- 1876 Rathaus für Hamburg (Wettbewerb, 2. Preis)
- 1877 Speisesaaleinrichung, Hannover (Wettbewerb, 1. Preis)

### Avanzos Schriften
- Entwürfe zu hausindustriellen Objekten der Holzdrechslerei nebst einem Lehrgange. Wien 1882–89.
- Renaissance-Möbel im Charakter des 15. und 16. Jahrhunderts. Wien 1884–85.
- mit Paul Lange: Die Besichtigung des k.k. Anatomischen Instituts durch die Mitglieder des ÖIAV. In: Wochenschr. d. Österr. Ing. u. Arch. Vereins. Band 11, 1886, S. 232 f.
- mit Paul Lange: Das k.k. Anatomische Institut in Wien. In: Allgemeine Bauzeitung. Band 54, 1889, S. 35 ff.
- Die Lilie in der mittelalterlichen Kunst. In: ZÖIAV. Band 54, 1902, S. 329 f.
- Der äußere Verputz des Bruchsteinmauerwerks in der gotischen Epoche. In: ZÖIAV. Band 55, 1903, S. 11.
- Gotisches Terrakotta-Pflaster in der Stiftskirche zu Heiligenkreuz. In: ZÖIAV. Band 55, 1903, S. 636 ff.

### Nachlässe und Archive
- ÖIAV Archiv; Matrikenstellen Pfarren St. Leopold Wien 2 und St. Laurenz am Schottenfeld

### Nachschlagewerke
- Achl. III/2; Dehio Wien/1 (I.Bez.); Dehio Wien/2 (II.-IX.u.XX.Bez.)
- Avanzo, Dominik. In: Österreichisches Biographisches Lexikon 1815–1950 (ÖBL). Band 1, Verlag der Österreichischen Akademie der Wissenschaften, Wien 1957, S. 38.
- Dehio Wien/3 (X.-XIX.u.XXI.-XXIII.Bez.); Dehio NÖ/Nord
- L. Eisenberg: Das geistige Wien. Wien 1893.
- L. Hirsch: Der kaiserl. österr. Franz Joseph Orden und seine Mitglieder. Wien 1912.
- H. Kosel: Deutsch-österreichisches Künstler- und Schriftstellerlexikon. Wien 1902.
- S. Waetzoldt: Bibliographie zur Architektur im 19. Jahrhundert. Nendeln 1977.

### Ausstellungen
- 1880 Gewerbeausstellung Wien